# Stanislaus von Kalckreuth

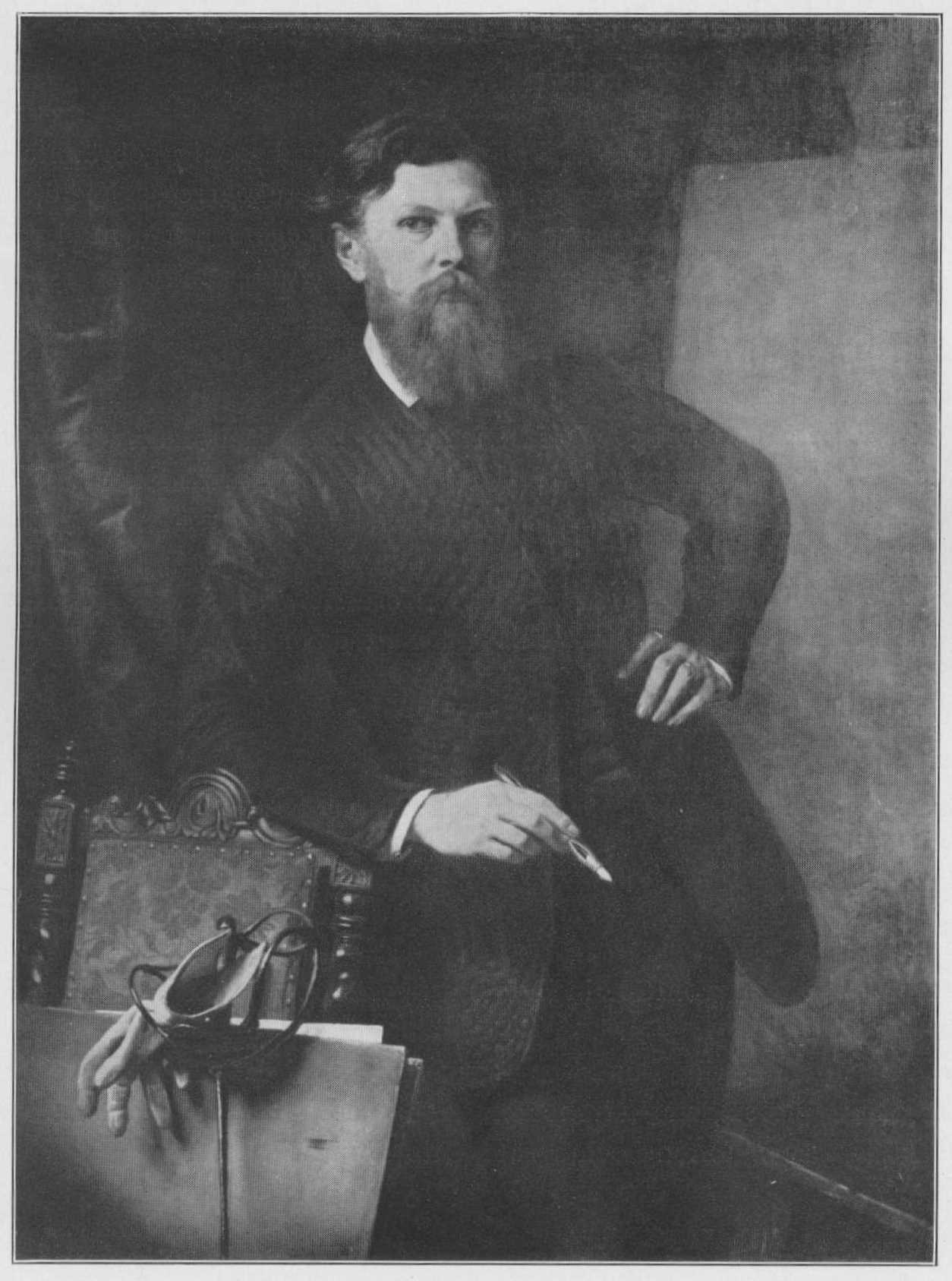
Stanislaus von Kalckreuth, porträtterad av Karl Ferdinand Sohn.

Eduard Stanislaus von Kalckreuth, född den 25 december 1820 i Posen, död den 25 november 1894 i München, var en tysk greve och målare. Han var sonson till Friedrich Adolf von Kalckreuth och far till Leopold von Kalckreuth.
von Kalckreuth var gardeslöjtnant i Berlin, studerade målning där, i Düsseldorf och Köln, var 1860–1876 ledare för konstskolan i Weimar, sedan bosatt i München. Han målade mycket omtyckta landskap från Tyrolen, Savojen och Pyrenéerna samt är representerad i Berlins, Kölns, Halles och andra tyska städers gallerier.